# Exilio austracista

Escudo de armas del Sacro Imperio Romano Germánico.

El exilio austracista fue el abandono forzoso de España de varias decenas de miles de austracistas como consecuencia de la represión borbónica en la Guerra de Sucesión Española desencadenada por el rey Felipe V de España contra ellos por haberse rebelado y haber apoyado al Archiduque Carlos en sus aspiraciones a ocupar el trono de la Monarquía Hispánica tras la muerte sin descendencia del rey de la Casa de Austria Carlos II. El exilio afectó especialmente a los Estados de la Corona de Aragón que mayoritariamente se decantaron por el Archiduque a quien proclamaron como su soberano con el título de Carlos III, mientras que los habitantes de la Corona de Castilla en su inmensa mayoría se mantuvieron fieles a Felipe de Borbón. Este emigración forzosa es considerada por el historiador Joaquim Albareda como el primer exilio político de la historia de España. Muchos de los exiliados se refugiaron en Viena junto al Archiduque Carlos, quien desde diciembre de 1711 era el emperador del Sacro Imperio Romano Germánico con el título de Carlos VI.

## La represión borbónica

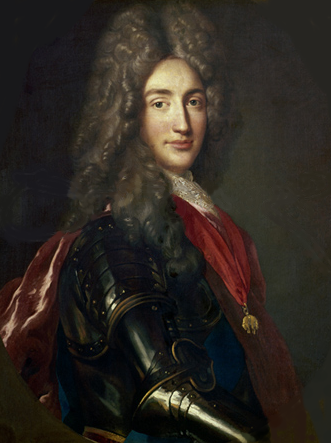
James Fitz-James, I duque de Berwick, hijo de Jacobo II de Inglaterra de la dinastía Estuardo.

Tras la rendición de los reinos de Valencia y de Aragón —pocas semanas después de la derrota del ejército del Archiduque Carlos en la batalla de Almansa del 25 de abril de 1707— el duque de Berwick llevó a cabo una durísima represión contra los austracistas, recurriendo incluso a la colaboración de la Inquisición. Muchos fueron detenidos y encarcelados a pesar del indulto que había ofrecido Felipe V, y se embargaron el dinero, las rentas y los derechos de todos ellos y de los que estaban ausentes —labor en la que destacó Melchor de Macanaz—.
Los austracistas denunciaron la represión de que eran objeto en repetidas ocasiones como en un escrito de 1710 en el que se decía:

Robos, saqueos, incendios, estragos, atrocidades, tiranías y sacilegios executaron los enemigos en Valencia y Aragón... en Valencia duró más de tres años la persecución con el mismo furor y estrago que al principio, pues no cesó la horca semana alguna en que no se viesen diez y doce en ella que excedieron el número de tres mil hombres los que padecieron semejante castigo, que parecía querer reducir a desierto las ciudades llevando la máxima de contener con el rigor y el miedo aquellos naturales

Sin embargo, sin duda fue Cataluña el territorio que fue más castigado por la represión, lo cual es lógico ya que fue el principal y último bastión de la resistencia austracista —Cataluña siguió combatiendo a los borbónicos en solitario incluso después de concertada la Paz de Utrecht que puso fin a la guerra en Europa.
Como en el Reino de Valencia fue el duque de Berwick quien dirigió la represión inicial contra los austracistas nada más producirse la capitulación de Barcelona el 12 de septiembre de 1714. Las decisiones que tomó le venían dictadas por unas instrucciones que le había entregado Felipe V sobre el trato que debía dar a los resistentes cuando la ciudad cayera, en las que se decía que «se merecen ser sometidos al máximo rigor según las leyes de la guerra para que sirva de ejemplo para todos mis otros súbditos que, a semejanza suya, persisten en la rebelión». El duque Berwick escribió en sus Memorias que aquella orden le pareció desmesurada y «poco cristiana». Según Berwick, esta se explicaba porque Felipe V y sus ministros consideraban que «todos los rebeldes debían ser pasados a cuchillo» y «quienes no habían manifestado su repulsa contra el Archiduque debían ser tenidos por enemigos».

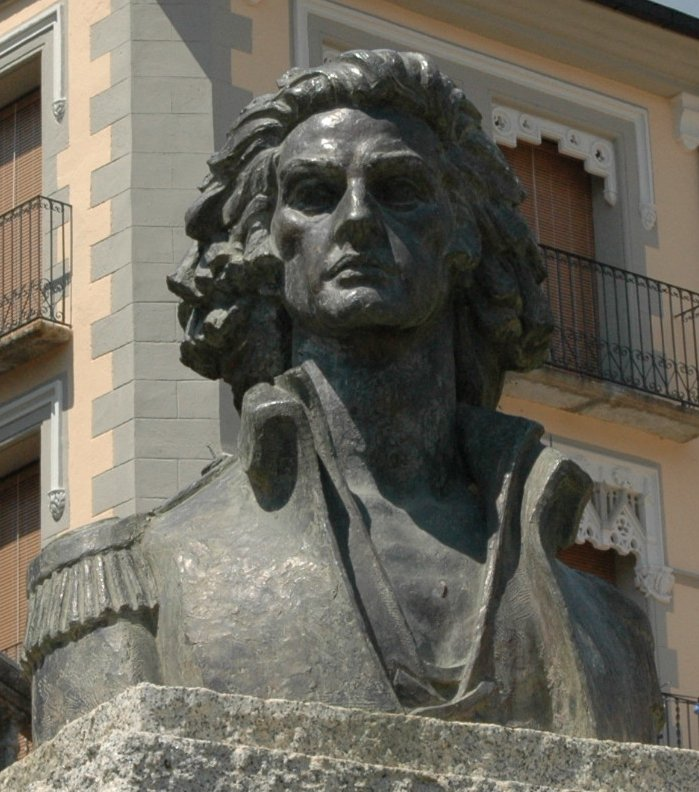
Busto del general Josep Moragues i Mas en la plaza Mayor de Sort.

A pesar de lo que pensaba sobre las órdenes que había recibido el duque de Berwick las cumplió nada más entrar en la ciudad de Barcelona el 13 de septiembre de 1714. Así ordenó, en contra de las garantías que les había ofrecido, que veinticinco de los oficiales que habían luchado en la defensa de Barcelona fueran detenidos y encarcelados. Entre ellos se encontraban los generales Antonio de Villarroel, comandante general del Ejército de Cataluña, y Joan Baptista Basset que había liderado la insurrección austracista del reino de Valencia de 1705. Muchos de ellos murieron en prisión y otros permanecieron en la cárcel hasta la firma del Tratado de Viena de 1725. Especial relevancia tuvo la ejecución del general Josep Moragues, que primero fue arrastrado por las calles por un caballo, luego degollado y cuarteado, y finalmente su cabeza fue colgada en una jaula en el Portal del Mar —una costumbre sólo aplicada hasta entonces a los bandoleros— para que sirviera de recordatorio de quién ostentaba ahora el poder en Cataluña tras la derrota austracista.
Berwick recurrió a las delaciones obtenidas mediante amenazas o mediante recompensas que se saldaron con la detención de unas 4.000 personas sospechosas de austracismo, que en su inmensa mayoría fueron condenadas a la pena de muerte —ejecutada en público para que sirviera de escarmiento—, a largas condenas en galeras o a la deportación, además de la confiscación de sus bienes y propiedades. El cronista austracista Francesc Castellví describió el ambiente de persecución que se vivió en aquellos días en Barcelona y en Cataluña:

La condición de los catalanes en este gobierno fue la más triste. No sólo era peligroso el hablar, sino también el callar, y aun los pensamientos pagaban tributo y recibían daño... Si se hablaba, se interpretaba y se subvertía el sentido; si no se hablaba, se conjeturaba poca satisfacción y gusto del gobierno.

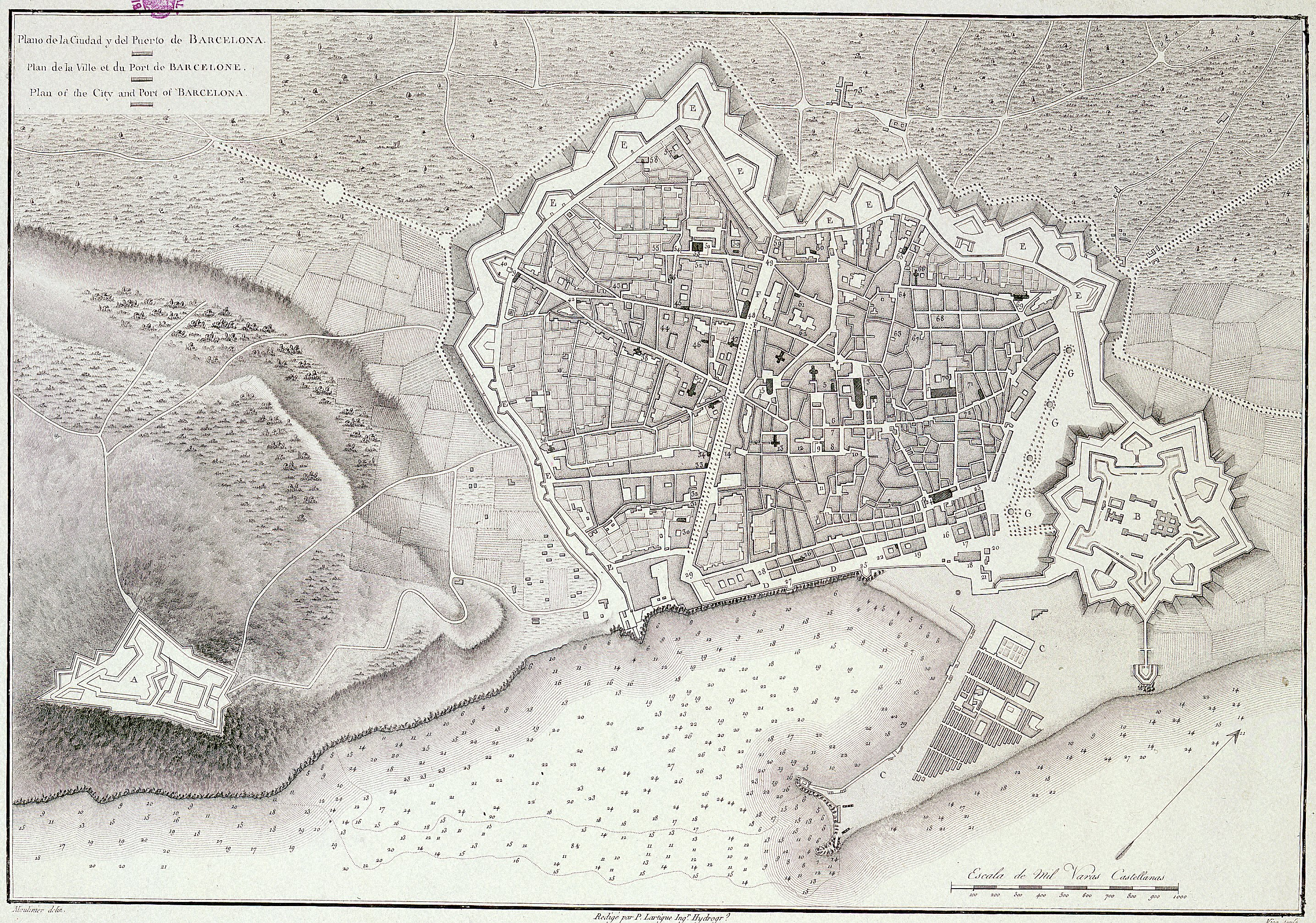
Plano de Barcelona de 1806 con la Ciudadela, a la derecha, integrada dentro de las murallas de la ciudad.

A los que no fueron ejecutados o encarcelados se les obligó a marchar al exilio y se prohibió la correspondencia con los territorios bajo la soberanía del emperador Carlos VI. En esta tarea represiva colaboró con entusiasmo una parte del clero.
Otra de las medidas que se adoptaron fue la construcción de la Ciudadela para mantener Barcelona bajo el control borbónico.
La represión borbónica fue valorada por el historiador francés Rousset de Missy en una obra publicada en 1719 de esta forma:

Como un rigor excesivo es, con frecuencia, considerado como una gran injusticia, no todo el mundo elogió igualmente la venganza que dicho príncipe [Felipe V] ejerció contra los rebeldes conducida hasta límites extremos, de cuyo rigor hay pocos ejemplos en la Historia

## El exilio austracista
Aunque también existió un exilio felipista integrado por los partidarios de Felipe V que fueron obligados entre 1705 y 1707 a abandonar los Estados de la Corona de Aragón cuando éstos se decantaron por el Archiduque Carlos —algunos se refugiaron en Perpiñán donde recibieron la ayuda de Luis XIV—, el exilio austracista como consecuencia de su derrota en la Guerra de Sucesión Española fue mucho más importante ya que "alcanzó unas dimensiones sin precedentes en la historia de España: entre 25.000 y 30.000 personas".
Tras la fracasada primera entrada en Madrid del archiduque Carlos de 1706 un pequeño grupo de austracistas castellanos siguieron a Carlos III hasta su corte situada en Barcelona. Pero la primera oleada importante de exiliados austracistas tuvo lugar tras la victoria borbónica en la batalla de Almansa del 25 de abril de 1707 que supuso la conquista por Felipe V de los reinos rebeldes de Valencia y de Aragón. Así muchos valencianos y aragoneses partidarios del Archiduque se marcharon a Barcelona. El exilio propiamente dicho, el abandono de España, se inició con la marcha de la emperatriz Isabel Cristina de Brunswick de Barcelona en marzo de 1713 y sobre todo tras la ocupación borbónica de la capital del Principado de Cataluña en septiembre del año siguiente. Una segunda oleada más reducida se produjo más tarde como consecuencia del rebrote de la represión borbónica en momentos de crisis internacional que coincidía con el renacimiento de la resistencia austracista como ocurrió con el movimiento de los Carrasclets de 1717-1719 durante la guerra que mantuvo Felipe V contra la "Cuádruple Alianza", garante de los Tratados de Utrecht-Rastatt.
El destino principal de los exiliados fueron las antiguas posesiones de la Monarquía Hispánica en Italia, como el reino de Nápoles, la isla de Cerdeña o el Ducado de Milán, y los Países Bajos españoles, estados que habían pasado a la soberanía del Archiduque Carlos, convertido en el emperador Carlos VI del Sacro Imperio Romano Germánico. Otra parte, unos 1.500, marchó a la capital del Imperio, Viena, donde algunos de los exiliados ocuparon cargos importantes en la corte de Carlos VI como el catalán marqués de Rialp nombrado secretario de Estado y del Despacho. Hubo un grupo de unos 800 colonos que fundaron Nueva Barcelona en el Banato de Temesvar en el reino de Hungría, que también era un dominio de Carlos VI.
Uno de los centros más activos del exilio austracista fue Nápoles donde algunos exiliados formaron parte del Colegio de Santa Clara como los juristas catalanes Domènec de Aguirre y Francesc Solanes, y Pau Vilana Perlas, hermano del Marqués de Rialp fue arzobispo de Salerno. Allí residían también cerca de 900 oficiales. Otro centro fue Roma, donde se refugiaron sobre todo eclesiásticos que se pusieron bajo la protección del papa (cabe recordar que el papa Clemente XI apoyó la causa austracista). El gobierno borbónico destacó en Roma a José Molines para que informara de sus actividades, cuya fidelidad le valdría ser nombrado más tarde inquisidor general, aunque no llegó a ejercer el cargo porque murió en una cárcel de Milán donde había sido detenido cuando regresaba a España desde Roma.
De los exiliados se ocupó por orden de Carlos VI el Consejo Supremo de España creado en la corte de Viena a finales de 1713 para que atendiera los asuntos de los territorios italianos (Nápoles, Cerdeña, Milán y de los Países Bajos recién incorporados a la Casa de Austria y cuya denominación respondía al deseo del emperador de dejar patente que no renunciaba en absoluto a sus aspiraciones a la corona hispánica. La ayuda a los exiliados por parte de este organismo se concretó en el pago de rentas y pensiones para que sobrevivieran que procedían de los bienes confiscados a los partidarios de Felipe V de los estados italianos incorporados a la Corona de Carlos VI. Esta financiación duró hasta 1734, año en que el reino de Nápoles y el reino de Sicilia pasaron a soberanía del hijo de Felipe V, el príncipe Carlos —futuro Carlos III de España—. En esta ayuda jugó un papel esencial el marqués de Rialp, que no sólo asumió el auxilio de los exiliados en Viena, sino que creó un Real Bolsillo Secreto bajo su control directo dedicado a los nuevos vasallos del emperador —españoles, italianos y flamencos— y que adelantaba el dinero cuando se retrasaban las rentas y pensiones que les correspondían a los exiliados españoles.

### El "partido español" en la corte de Viena
Los exiliados que ocuparon cargos importantes en la corte de Carlos VI, formaron el que se llamó "partido español", encabezado por Ramon de Vilana Perlas, marqués de Rialp, secretario de Estado y del Despacho Universal, lo que levantó los recelos del resto de altos dignatarios de Viena que formaban el llamado "partido alemán", encabezado por el conde Johann Wenzel Wratislaw, canciller de Bohemia y amigo personal del emperador, el general Guido von Starhemberg y el príncipe de Liechtenstein, antiguo preceptor del Archiduque —aunque el "clan español" contaba con el apoyo de la emperatriz—. En la secretaría Rialp nombró como oficiales a miembros de su familia y otros destacados austracistas como Pedro Pascual Cano, Juan Amor de Soria y Agustín de Pedrosa.
Además de Rialp, los miembros del "partido español" lo integraban: el arzobispo de Valencia Antoni Folch de Cardona, presidente del Consejo Supremo de España; Josep Folch de Cardona, presidente del Consejo de Flandes; y las catalanas Marianna Pignatelli y d'Americ, casada con el conde de Althann, amigo personal de Carlos VI, y Josepa de Copons, casada con el oficial napolitano Rocco Stella, otro hombre de confianza del emperador. Además destacados militares españoles austracistas mandaron regimientos imperiales. Todos ellos junto con los oficiales de la Secretaria de Estado y del Despacho, y escritores y juristas como Francesc de Castellví o Josep Plantí, desarrollaron una importante actividad cultural, social y religiosa en Viena, y crearon el Hospital de Españoles dedicado a los soldados y oficiales heridos en combate.
La influencia del "partido español" en la política imperial fue muy importante porque Carlos VI confió sobre todo en sus consejeros españoles e italianos —como el napolitano Rocco Stella—, porque en su mayoría eran los que habían estado junto a él en la corte de Barcelona entre 1705 y 1711. Así el emperador utilizaba con ellos exclusivamente el castellano —el catalán también lo dominaba— y no el alemán. De entre todos ellos el que destacaba era el marqués de Rialp quien, sobre todo tras la muerte de Stella, fue el máximo confidente de Carlos VI —por encima incluso del príncipe Eugenio de Saboya que era el principal ministro del gobierno—. En la confianza que depositó Carlos VI en Rialp y en general en el "clan español" probablemente influyó la añoranza que sentía por sus años en Barcelona que quedó plasmada en múltiples escritos, ciertas costumbres gastronómicas y algunos monumentos que mandó levantar —se dijo que la última palabra que pronunció antes de morir fue «Barcelona»—.

## El Tratado de Viena de 1725 y el regreso de los exiliados
Poco tiempo después de acabada la Guerra de Sucesión, Felipe V concedió algunas medidas de gracia que permitieron volver a España a unos 3.000 exiliados austracistas, aunque cada caso fue examinado por la Junta de Dependencia de Extrañados y Desterrados que, entre otras cosas, debía asegurarse de que la persona a la que se permitía volver no había participado en la resistencia de Barcelona. Sin embargo, "la esperanza de los austracistas, y también de algunos gobernantes borbónicos, en un perdón general de Felipe V no tardó en desvanecerse. El recelo y la desconfianza hacia los austracistas, incluidos los eclesiásticos, siguieron vivos en los años de la posguerra".
La amnistía a los austracistas no llegó hasta la firma del Tratado de Viena el 30 de abril de 1725 que puso fin diplomáticamente a la Guerra de Sucesión Española, ya que según lo estipulado en el mismo el emperador Carlos VI renunció a sus derechos a la Corona de España y reconoció como rey de España y de las Indias a Felipe V, mientras que éste reconocía al emperador la soberanía sobre las posesiones de Italia y de los Países Bajos que habían correspondido a la Monarquía Hispánica antes de la guerra. En uno de los documentos del Tratado Felipe V otorgaba la amnistía a los austracistas y se comprometía a devolverles sus bienes que habían sido confiscados durante la guerra y en la inmediata posguerra. Asimismo se les reconocían los títulos que les hubiera otorgado Carlos III el Archiduque, pero al plantear de nuevo el emperador el «caso de los catalanes» Felipe V volvió a negarse a restablecer las instituciones y leyes propias de los Estados de la Corona de Aragón, y el emperador acabó cediendo, lo que suscitó las críticas entre ciertos sectores austracistas.
El Tratado de Viena suponía, pues, que los exiliados austracistas podían volver a España y recuperar sus bienes y dignidades. Sin embargo, el proceso fue complejo y largo porque las autoridades borbónicas no pusieron demasiado empeño en ello. Como ha señalado Joaquim Albareda, "la lentitud fue tal que la devolución de bienes en el Principado de Cataluña no concluyó hasta el reinado de Carlos III".

### La división de austracismo y el «austracismo persistente»
La firma del Tratado de Viena provocó la división del austracismo en dos tendencias: una oficialista y dinasticista (radicada en Viena), que consideraba que se había obtenido lo máximo que se podía conseguir de Felipe V: la amnistía y la devolución de los bienes y dignidades de los austracistas; y otra "constitucionalista" (radicada en Cataluña) que consideraba que se había renunciado a lo esencial —la restitución de las leyes e instituciones propias del Principado— y que aún confiaba en un cambio político. El desencanto de esta última tendencia se ve reflejado en el dietario del reusense Ramon Fina que lamentaba que los catalanes quedarían «esclavos para siempre» bajo el «patrocinio» de Felipe V, siendo gobernados por botiflers, «negras de corazón, traidós a sa pàtria y sanch» ('negros de corazón, traidores a su patria y sangre').

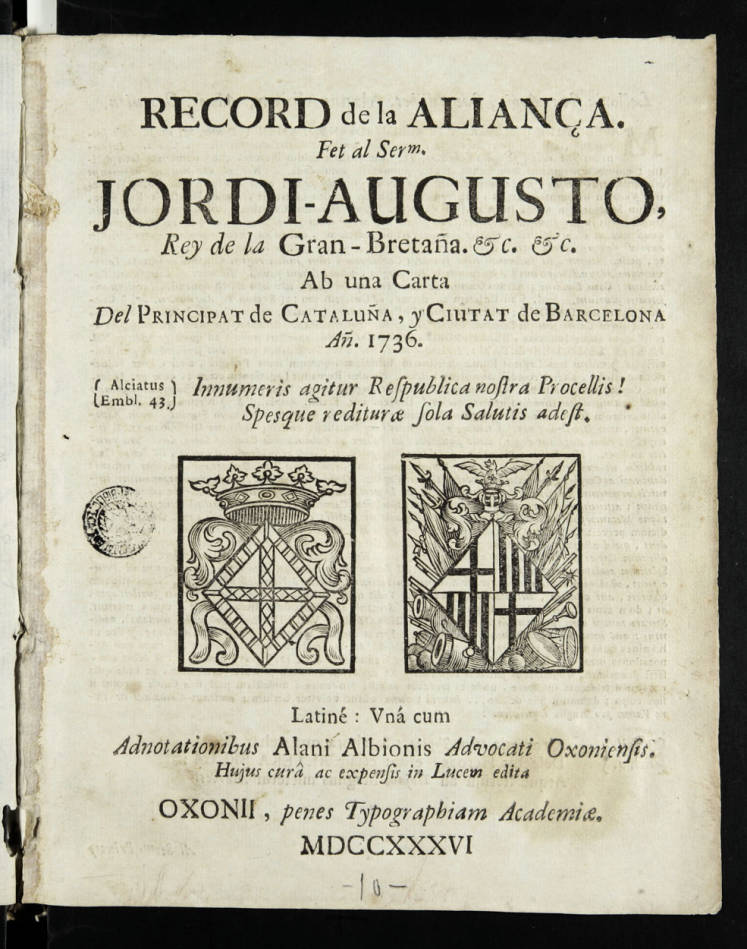
El opúsculo atribuido a Rafael Casanova Record de l'Aliança recuerda al rey Jorge II de Gran Bretaña la alianza pactada en Génova en 1705 entre el Principado de Cataluña y el Reino de Inglaterra a fin de auxiliar al Archiduque Carlos "a la entera recuperación de toda la Monarchía de España",
La implicación de Felipe V en la Guerra de Sucesión Polaca (1733-1738) debido a los Pactos de Familia desencadenó las esperanzas de los austracistas en pos de recuperar la «Libertad de Cataluña». Fue publicado en enero de 1736, el «22º año de nuestra esclavitud».

Buena parte de los austracistas de Viena, especialmente los que ocupaban cargos en la corte imperial, no volvieron a España, y allí mantuvieron una destacada actividad política e intelectual y mantuvieron contactos, como el conde de Cervellón, con destacados eruditos residentes en España como los valencianos Gregorio Mayans, de familia austracista, y Manuel Martí. El jurista Domènec Aguirre publicó en Viena y en Venecia varios estudios destinados a preservar la memoria de las instituciones catalanas suprimidas por Felipe V, singularmene la Generalidad de Cataluña, y a defender la estructura "federal" de la monarquía compuesta de los Austrias.
Esta actividad publicística se intensificó durante la crisis internacional abierta por la Guerra de Sucesión Polaca (1734-1738) y en la que el «caso de los catalanes» volvió a plantearse. En aquellos años aparecieron diversas obras como Record de l'Aliança, atribuida al antiguo conseller en cap Rafael Casanova y en la que se denunciaban los compromisos incumplidos por los británicos; La voz precursora de la verdad, en la que se propugnaba la formación de una gran alianza antiborbónica; o Via fora els adormits, que defendía la vuelta a la Monarquía de los Austrias y si no era posible que los británicos impusieran una «república libre del Principado». Aunque el texto más importante de este "austracismo persistente", como lo llamó el historiador y economista catalán Ernest Lluch, fue la Enfermedad crónica y peligrosa de los reinos de España y de Indias (1741) del aragonés de origen navarro Juan Amor de Soria —que años antes había escrito otro texto que quedó inédito titulado Addiziones y notas históricas desde el año 1715 hasta el 1736—.
En la Enfermedad crónica... Juan Amor de Soria defendió un austracismo renovado que propugnaba un modelo de monarquía "federal" para España cercano al de la monarquía Constitucional por oposición a la centralista y uniformista monarquía absoluta borbónica, y en el que desempeñarían un papel fundamental las Cortes de cada reino —para Amor de Soria la razón de la decadencia de la Monarquía de los Austrias había sido la no convocatoria de las Cortes, «y de esta omisión han nacido los mayores males de los reinos y la peligrosa enfermedad que hoy padecen»—. Además propugnaba «hermanar y concordar las dos coronas [la de Castilla y la de Aragón] y sus naciones, deshaciendo y destruyendo una de las causas de la enfermedad de la monarquía por la discordia y antipatía que entre ellas ha reinado». Para conseguirlo las Cortes de Castilla, Aragón, Valencia y Cataluña deberían reunirse cada siete años y que se formara una asamblea fija formada por 11 diputados territoriales (2 de Castilla, 1 de Andalucía, 1 de Granada, 1 de Murcia, 1 de Galicia, 1 de Navarra y los territorios vascos y 4 de la Corona de Aragón). Finalmente defendía el establecimiento de un parlamento de la monarquía que sería convocado cada diez años y en el que estarían integrados los diputados de los reinos, dos consejeros de cada Consejo Supremo y un secretario de Estado nombrado por el rey. "En suma, la tendencia al fortalecimiento del poder de la monarquía y de las estructuras de gobierno en el camino de la construcción del Estado moderno, Amor de Soria la hacía compatible con un esquema constitucionalista y territorialmente plural, en las antípodas del modelo felipista", afirma Joaquim Albareda.
Un ejemplo representativo de este «austracismo persistente» puede ser un escrito anónimo publicado en 1732 con el título de Remedios necesarios, justos y convenientes para restablecer la salud de Europa, en el que queda claro, como en otros textos, que el «caso de los catalanes» no se refería exclusivamente a las "libertades" del Principado de Cataluña sino a las de todos los «reinos y dominios» de la Monarquía de España. Así en el opúsculo se propugnaba la formación de una gran alianza en Europa para restablecer el equilibrio europeo y para liberar a los españoles que «gimen baxo la más dura servidumbre del despotismo de la Casa de Borbón» y restaurar

la antigua libertad de los españoles y de los vasallos de aquella gloriosa monarquía en dichos reinos y dominios, la segura observancia de sus leyes, de sus fueros, de sus privilegios, de sus libertades e inmunidades, la autoridad de sus Cortes generales, cual la tuvieron en tiempo de los señores reyes don Fernando y doña Isabel.

La Guerra de Sucesión Polaca supuso un duro golpe para el emperador Carlos VI porque tuvo que renunciar a los reinos de Nápoles y de Sicilia, que pasaron al infante don Carlos, primer hijo del matrimonio entre Felipe V e Isabel de Farnesio, aunque los ducados de Parma, de Piacenza y de Toscana fueron para el emperador. La pérdida de Nápoles y Sicilia tuvo unas consecuencias muy negativas para los exiliados austracistas ya que las rentas de las que vivían procedían de aquellos territorios.